# Předražek
Předražek je právní institut, jehož účelem je zvýšení výtěžnosti dražeb nemovitostí, které se realizují v průběhu provádění exekuce, a omezuje tak možnost vydražení pod cenou. Spočívá v tom, že tzv. předražitel může po skončení dražby přeplatit vydražitele a získat tak vydraženou nemovitou věc do svého vlastnictví. Do českého práva se dostal od 1. ledna 2013, vlastně se ale vrátil, neboť byl upraven už v § 195 rakouského exekučního řádu z roku 1896, který na českém území platil až do roku 1951.
Obsažen je v § 336ja občanského soudního řádu, podle kterého může každý, s výjimkou např. soudců a soudních zaměstnanců nebo toho, proti němuž je exekuce vedena a jeho manžela, do 15 dnů od zveřejnění usnesení o příklepu písemně soudu navrhnout, že vydraženou nemovitost získá namísto vydražitele. Podmínkou ale je, že zaplatí částku, za niž byla vydražena, zvýšenou alespoň o 25 %, a že ji skutečně v této lhůtě převede na účet soudu. Soud o nabídce informuje vydražitele a umožní mu, aby nabízenou částku dorovnal. Poté usnesením o předražku, proti němuž se lze odvolat, zruší usnesení o příklepu a rozhodne o předražiteli. Pokud je učiněno více předražků, předražitelem se stane ten, kdo nabídne více, v případě shodných podání má přednost původní vydražitel, případně rozhoduje pořadí podání. Neúspěšné předražky se po rozhodnutí navrhovatelům vrací.
Institut předražku je možno uplatnit i v daňové exekuci.